# Nati nel 1939/Febbraio
| Questa pagina contiene informazioni ricavate automaticamente dalle voci biografiche con l'ausilio del template Bio e di un bot. L'aggiornamento è periodico e automatico e ricostruisce completamente la pagina. Se manca una persona in questa lista, sei pregato di non aggiungerla, ma accertati piuttosto che la sua voce biografica contenga il template Bio e che i dati anagrafici siano correttamente compilati. Se il template Bio manca, inseriscilo tu stesso o, in alternativa, metti l'avviso {{tmp\|Bio}} che ne segnala la mancanza. Se i dati riportati sono sbagliati, correggi direttamente la voce biografica; le modifiche saranno visibili in questa lista entro pochi giorni. Per chiarimenti vedi il progetto biografie. La lista contiene solo le 232 persone che sono citate nell'enciclopedia e per le quali è stato implementato correttamente il template Bio. Pagina aggiornata al 26 lug 2025. |

- 1º febbraio - Dario Campeotto, cantante, attore e doppiatore danese († 2023)
- 1º febbraio - Fritjof Capra, fisico e saggista austriaco
- 1º febbraio - Claude François, cantautore, musicista e produttore discografico francese († 1978)
- 1º febbraio - Wally Funk, aviatrice e astronauta statunitense
- 1º febbraio - Paul Gillmor, politico statunitense († 2007)
- 1º febbraio - Ekaterina Sergeevna Maksimova, danzatrice sovietica († 2009)
- 1º febbraio - Ugo Manera, alpinista italiano
- 1º febbraio - Joe Sample, pianista e compositore statunitense († 2014)
- 1º febbraio - Bożena Siwek, ex cestista polacca
- 2 febbraio - Ben Acheampong, calciatore ghanese († 2019)
- 2 febbraio - Karl-Åke Asph, ex fondista svedese
- 2 febbraio - Lucio Avigo, rugbista a 15 e allenatore di rugby a 15 italiano († 2008)
- 2 febbraio - Jackie Burroughs, attrice, doppiatrice e regista britannica († 2010)
- 2 febbraio - Agostino De Nardi, ex calciatore italiano
- 2 febbraio - Flora Gallo, cantante e paroliera italiana
- 2 febbraio - Cristina Grado, attrice, doppiatrice e direttrice del doppiaggio italiana († 2016)
- 2 febbraio - Valerij Kravčenko, pallavolista sovietico († 1996)
- 2 febbraio - Marcin Libicki, politico polacco
- 2 febbraio - Allen Midgette, pittore e attore statunitense († 2021)
- 2 febbraio - João César Monteiro, regista, sceneggiatore e attore portoghese († 2003)
- 2 febbraio - Dale Mortensen, economista statunitense († 2014)
- 2 febbraio - Adolf Prokop, arbitro di calcio tedesco
- 2 febbraio - John A. Russo, sceneggiatore e regista statunitense
- 2 febbraio - John R. Taylor, fisico e divulgatore scientifico britannico
- 2 febbraio - Mario Valentini, politico italiano
- 3 febbraio - Guido Cerniglia, attore e doppiatore italiano († 2020)
- 3 febbraio - Michael Cimino, regista, sceneggiatore e produttore cinematografico statunitense († 2016)
- 3 febbraio - Helga Dernesch, mezzosoprano e soprano austriaca
- 3 febbraio - Heino Kleiminger, calciatore tedesco orientale († 2015)
- 3 febbraio - Valerij Ivanovič Kremnev, regista sovietico († 2016)
- 3 febbraio - Pentti Nikula, ex astista finlandese
- 3 febbraio - Dezső Novák, allenatore di calcio e calciatore ungherese († 2014)
- 3 febbraio - Claudio Volonté, attore italiano († 1977)
- 3 febbraio - Jacqueline de Jong, pittrice olandese († 2024)
- 4 febbraio - Paolo Farina, calciatore italiano († 2022)
- 5 febbraio - Carl Thompson, liutaio statunitense
- 5 febbraio - Jack Yerman, ex velocista statunitense
- 6 febbraio - Jean Beaudin, regista, sceneggiatore e montatore canadese († 2019)
- 6 febbraio - John Fantham, calciatore inglese († 2014)
- 6 febbraio - Mike Farrell, attore, produttore cinematografico e attivista statunitense
- 6 febbraio - Derrick Harriott, produttore discografico e cantante giamaicano
- 6 febbraio - Aleksej Korneev, calciatore sovietico († 2004)
- 6 febbraio - Franco Molè, attore, commediografo e regista italiano († 2006)
- 6 febbraio - Angelo Montenovo, ex calciatore e allenatore di calcio italiano
- 6 febbraio - Firmino Palmieri, fotografo italiano († 1980)
- 6 febbraio - Jair Rodrigues, cantante e compositore brasiliano († 2014)
- 7 febbraio - Giuseppe Carbone, ex ballerino, coreografo e direttore artistico italiano
- 7 febbraio - Alberto Cerreti, politico italiano († 2019)
- 7 febbraio - Alejandro Conde López, pittore spagnolo
- 7 febbraio - Ewa Krzyzewska, attrice polacca († 2003)
- 7 febbraio - Hassan Habibi, ex calciatore e allenatore di calcio iraniano
- 7 febbraio - Franco Lotti, ex ciclista su strada italiano
- 7 febbraio - Masayuki Matsubara, ex lottatore giapponese
- 7 febbraio - Francisco Mendes, politico guineense († 1978)
- 7 febbraio - Vladimir Tarasov, regista e animatore sovietico
- 7 febbraio - Faustino Turra, calciatore italiano († 2022)
- 8 febbraio - Bruno Bianchi, ex velocista italiano
- 8 febbraio - Renzo Ferrari, artista svizzero
- 8 febbraio - Armando Marrocco, artista, pittore e scultore italiano
- 8 febbraio - Ryszard Niewodowski, cestista polacco († 2023)
- 8 febbraio - François Ponchaud, presbitero, missionario e scrittore francese († 2025)
- 8 febbraio - Jose Maria Sison, scrittore e politico filippino († 2022)
- 8 febbraio - Jan Villerius, calciatore olandese († 2013)
- 8 febbraio - Egon Zimmermann, sciatore alpino austriaco († 2019)
- 9 febbraio - Abolfazl Anvari, lottatore iraniano († 2018)
- 9 febbraio - Federico Guglielmo di Prussia, storico e nobile tedesco († 2015)
- 9 febbraio - Barry Mann, compositore, musicista e paroliere statunitense
- 9 febbraio - Janet Suzman, attrice e regista teatrale sudafricana
- 10 febbraio - Emilio Walter Álvarez, calciatore uruguaiano († 2010)
- 10 febbraio - Benedicto Antoninho, calciatore e allenatore di calcio brasiliano († 2021)
- 10 febbraio - Gianpiero Carlo Cantoni, imprenditore, banchiere e politico italiano († 2012)
- 10 febbraio - Adrienne Clarkson, giornalista e politica hongkonghese
- 10 febbraio - Victor Golla, linguista statunitense († 2021)
- 10 febbraio - Valerij Nikolaevič Karpov, compositore di scacchi russo († 1998)
- 10 febbraio - Dante Micheli, calciatore e dirigente sportivo italiano († 2012)
- 10 febbraio - Peter Purves, attore e conduttore televisivo britannico
- 10 febbraio - Primo Zamparini, pugile italiano († 2024)
- 10 febbraio - Ali Salim al-Bayd, politico yemenita
- 11 febbraio - Oleg Aleksandrovič Bondarёv, regista sovietico († 2003)
- 11 febbraio - Alcide Cerato, ex ciclista su strada e imprenditore italiano
- 11 febbraio - Rudolf Chmel, politico slovacco
- 11 febbraio - Gerry Goffin, paroliere e cantante statunitense († 2014)
- 11 febbraio - John Heard, ex cestista australiano
- 11 febbraio - Antonio Mancini, pittore e scultore italiano
- 11 febbraio - D'Urville Martin, attore e regista statunitense († 1984)
- 11 febbraio - Fritz-René Müller, vescovo vetero-cattolico svizzero
- 11 febbraio - Giuseppe Nocco, politico italiano
- 11 febbraio - Jane Yolen, scrittrice statunitense
- 12 febbraio - Erasmo Augeri, rugbista a 15 italiano
- 12 febbraio - Carlo Crippa, ex calciatore italiano
- 12 febbraio - Yael Dayan, scrittrice, politica e attivista israeliana († 2024)
- 12 febbraio - Amedeo Fiorese, scultore e pittore italiano
- 12 febbraio - John D. Hancock, regista statunitense
- 12 febbraio - Michele Kalamera, doppiatore italiano († 2023)
- 12 febbraio - Ray Manzarek, organista, pianista e cantautore statunitense († 2013)
- 12 febbraio - Ėdvin Ozolin, ex velocista sovietico
- 12 febbraio - Ajit Singh, politico indiano († 2021)
- 12 febbraio - Bruno Solaroli, politico italiano († 2020)
- 12 febbraio - Wilson Sorio, ex calciatore brasiliano
- 13 febbraio - Bjørn Bergvall, ex velista norvegese
- 13 febbraio - Giovanni Corridori, effettista italiano († 2023)
- 13 febbraio - Vittoria Febbi, attrice, doppiatrice e direttrice del doppiaggio italiana
- 13 febbraio - Zarinoff Lebeouf, ex wrestler canadese
- 13 febbraio - Adolfo Gori, ex calciatore e allenatore di calcio italiano
- 13 febbraio - Beate Klarsfeld, attivista tedesca
- 13 febbraio - Guido Renzi, cantante e scrittore italiano
- 13 febbraio - Valerij Il'ič Roždestvenskij, cosmonauta sovietico († 2011)
- 14 febbraio - Bartolomeo Aloia, progettista italiano
- 14 febbraio - Sergio Bardotti, paroliere e produttore discografico italiano († 2007)
- 14 febbraio - Bertus van Ellinkhuizen, pittore e incisore olandese († 2011)
- 14 febbraio - Eugene Fama, economista statunitense
- 14 febbraio - José Antonio Fernández, ex calciatore peruviano
- 14 febbraio - Michael Rudman, regista teatrale e direttore artistico statunitense († 2023)
- 14 febbraio - Enza Sampò, conduttrice televisiva e giornalista italiana
- 15 febbraio - Isaías Duarte Cancino, arcivescovo cattolico colombiano († 2002)
- 15 febbraio - Ole Ellefsæter, fondista e cantante norvegese († 2022)
- 15 febbraio - Robert Hansen, serial killer statunitense († 2014)
- 15 febbraio - Lee Moore, politico nevisiano († 2000)
- 15 febbraio - Angelo Persichilli, flautista italiano († 2017)
- 15 febbraio - Vittorio Rieser, sociologo e sindacalista italiano († 2014)
- 15 febbraio - Jean-Pierre Rioux, storico, editore e politico francese († 2024)
- 15 febbraio - William Van Horn, fumettista statunitense
- 16 febbraio - Adolfo Azcuna, magistrato e giurista filippino
- 16 febbraio - Sergio Bianchetto, ex pistard e ciclista su strada italiano
- 16 febbraio - Marinella Bortoluzzi, altista italiana († 2024)
- 16 febbraio - Osvaldo Desideri, scenografo italiano († 2023)
- 16 febbraio - David Griffiths, artista gallese
- 16 febbraio - Angelo Infanti, attore italiano († 2010)
- 16 febbraio - Czesław Niemen, compositore e cantautore polacco († 2004)
- 16 febbraio - Vittorio Russo, allenatore di calcio e ex calciatore italiano
- 17 febbraio - Giampiero Bassi, calciatore italiano († 2007)
- 17 febbraio - Raoul Lovecchio, cantante e attore italiano
- 17 febbraio - Mary Ann Mobley, modella e attrice statunitense († 2014)
- 17 febbraio - Luigi Tonani, calciatore italiano († 2015)
- 18 febbraio - Francesco Bellavista Caltagirone, imprenditore italiano
- 18 febbraio - Giancarlo Chiaramello, arrangiatore e direttore d'orchestra italiano
- 18 febbraio - Arne Jakobsen, ex calciatore norvegese
- 18 febbraio - Marek Janowski, direttore d'orchestra polacco
- 18 febbraio - Ljudmila Jedeleva, cestista sovietica († 2023)
- 18 febbraio - Joaquim Jorge, calciatore mozambicano († 2014)
- 18 febbraio - James Patterson Lyke, arcivescovo cattolico statunitense († 1992)
- 18 febbraio - Edith Nunes, cestista paraguaiana († 2018)
- 18 febbraio - Tamara Pyrkova, ex cestista sovietica
- 19 febbraio - Vladimir Andreevič Atlantov, tenore russo
- 19 febbraio - Erin Pizzey, scrittrice britannica
- 19 febbraio - Pat Crerand, allenatore di calcio e ex calciatore scozzese
- 19 febbraio - Enrico Fenzi, italianista e ex brigatista italiano
- 19 febbraio - Fermo Ferrara, ex calciatore italiano
- 19 febbraio - Irina Loghin, cantante e politica rumena
- 19 febbraio - Takashi Mitsukuri, ex ginnasta giapponese
- 19 febbraio - Francesco Scaratti, allenatore di calcio e calciatore italiano († 2013)
- 19 febbraio - Gwen Taylor, attrice inglese
- 20 febbraio - William Bayer, scrittore statunitense
- 20 febbraio - Mehdi Bushati, ex calciatore albanese
- 20 febbraio - Enrico Masseroni, arcivescovo cattolico italiano († 2019)
- 20 febbraio - Giorgio Merighi, tenore italiano († 2020)
- 20 febbraio - Paolo Morosi, allenatore di calcio e ex calciatore italiano
- 20 febbraio - Giovanni Romano, storico dell'arte italiano († 2020)
- 20 febbraio - Maurizio Teucci, diplomatico italiano († 2023)
- 20 febbraio - André Zimmermann, ciclista su strada francese († 2019)
- 21 febbraio - Börje Ahlstedt, attore e regista svedese
- 21 febbraio - Antonio Alvano, politico italiano († 2024)
- 21 febbraio - Giovanni Fanello, allenatore di calcio e ex calciatore italiano
- 21 febbraio - Don Fullmer, pugile statunitense († 2012)
- 21 febbraio - Jón Baldvin Hannibalsson, politico islandese
- 21 febbraio - Luigi Mannelli, pallanuotista italiano († 2017)
- 21 febbraio - Alvaro Noguera Giménez, imprenditore, economista e mecenate spagnolo († 2006)
- 21 febbraio - Fausto Pocar, giurista e giudice italiano
- 21 febbraio - Paul Westhead, allenatore di pallacanestro statunitense
- 22 febbraio - Bachisio Bandinu, antropologo, giornalista e scrittore italiano
- 22 febbraio - Silvano Carroli, baritono italiano († 2020)
- 22 febbraio - Jonathan Cecil, attore, doppiatore e giornalista britannico († 2011)
- 22 febbraio - André Lawrence, attore canadese
- 22 febbraio - Arnaldo Mazzanti, scultore e pittore italiano
- 22 febbraio - Heinrich Pfeiffer, presbitero e storico dell'arte tedesco († 2021)
- 22 febbraio - Paolo Salvati, pittore italiano († 2014)
- 22 febbraio - Manuel dos Santos Filho, ex nuotatore brasiliano
- 22 febbraio - Phyllis Theroux, scrittrice e giornalista statunitense
- 22 febbraio - Gōzō Yoshimasu, poeta, fotografo e artista giapponese
- 23 febbraio - Denis Arndt, attore statunitense († 2025)
- 23 febbraio - José Cetale, calciatore brasiliano († 2013)
- 23 febbraio - Josef Feistmantl, slittinista austriaco († 2019)
- 23 febbraio - Roger Kaiser, ex cestista e allenatore di pallacanestro statunitense
- 23 febbraio - Charles S. Maier, storico statunitense
- 23 febbraio - Lee Shaffer, ex cestista statunitense
- 23 febbraio - Nicolae Viciu, cestista rumeno († 2014)
- 24 febbraio - Franco Barbero, presbitero italiano
- 24 febbraio - Eladio Benítez, calciatore uruguaiano († 2018)
- 24 febbraio - Cosimo Convertino, politico italiano
- 24 febbraio - Luigi Franza, politico italiano († 2020)
- 24 febbraio - Timothäus Gerresheim, ex schermidore tedesco
- 24 febbraio - Marisa Mell, attrice austriaca († 1992)
- 24 febbraio - John Morales Tricoche, ex cestista portoricano
- 24 febbraio - Giorgio Ramella, pittore italiano
- 24 febbraio - Piergiorgio Sartore, calciatore italiano († 2011)
- 24 febbraio - Salama Soliman, critico letterario e italianista egiziano († 2003)
- 24 febbraio - Yannick Stephan, ex cestista francese
- 25 febbraio - Heinz Bertschi, calciatore svizzero († 2016)
- 25 febbraio - Paul F. Knitter, teologo statunitense
- 25 febbraio - John Leonard, scrittore e critico letterario statunitense († 2008)
- 25 febbraio - Gerald Murnane, scrittore australiano
- 25 febbraio - Carlos Saldías, ex calciatore argentino
- 25 febbraio - Jim Tyrer, giocatore di football americano e assassino statunitense († 1980)
- 26 febbraio - Ulli Kinalzik, attore e doppiatore tedesco
- 26 febbraio - Wilson Simonal, cantante brasiliano († 2000)
- 26 febbraio - Chuck Wepner, ex pugile statunitense
- 27 febbraio - Mimi Arnold, ex tennista statunitense
- 27 febbraio - Mario Caravale, giurista e storico italiano
- 27 febbraio - José Cardona, calciatore honduregno († 2013)
- 27 febbraio - Silvana Giacobini, giornalista, scrittrice e conduttrice televisiva italiana
- 27 febbraio - Don McKinnon, politico neozelandese
- 27 febbraio - David Mitton, regista, produttore televisivo e effettista britannico († 2008)
- 27 febbraio - P. H. Moriarty, attore britannico († 2025)
- 27 febbraio - Anna Moroni, cuoca, personaggio televisivo e scrittrice italiana
- 27 febbraio - Peter Revson, pilota automobilistico statunitense († 1974)
- 27 febbraio - Danilo Sarugia, giornalista italiano
- 27 febbraio - Franco Sbarro, progettista e imprenditore italiano
- 27 febbraio - Gabriele Scappi, ex calciatore italiano
- 27 febbraio - Velimir Sombolac, calciatore e allenatore di calcio jugoslavo († 2016)
- 27 febbraio - Kenzō Takada, stilista, designer e costumista giapponese († 2020)
- 27 febbraio - Yoshihiko Ōsaki, nuotatore giapponese († 2015)
- 28 febbraio - Chögyam Trungpa, filosofo tibetano († 1987)
- 28 febbraio - John Fahey, chitarrista e compositore statunitense († 2001)
- 28 febbraio - Charles Gayle, musicista, polistrumentista e docente statunitense († 2023)
- 28 febbraio - Liesel Jakobi, ex lunghista tedesca
- 28 febbraio - Michel Lafranceschina, calciatore e allenatore di calcio francese († 2024)
- 28 febbraio - The Missing Link, wrestler canadese († 2007)
- 28 febbraio - Marina Piazza, sociologa e saggista italiana
- 28 febbraio - Piero Scesa, calciatore italiano († 2022)
- 28 febbraio - Trịnh Công Sơn, compositore e cantante vietnamita († 2001)
- 28 febbraio - Daniel Tsui, fisico cinese
- 28 febbraio - Tommy Tune, attore, ballerino e cantante statunitense